# Alexandra Schwartzbrod
Alexandra Schwartzbrod (geboren 24. Februar 1960 in Nancy) ist eine französische Journalistin und Schriftstellerin.

## Leben
Schwartzbrod absolvierte 1982 eine Ausbildung als Übersetzerin an der École supérieure d’interprètes et de traducteurs (ESIT). Sie arbeitete von 1989 bis 1994 als Journalistin bei der Wirtschaftszeitung Échos und ging dann zur Tageszeitung Libération, für die sie von 2000 bis 2003 als Auslandskorrespondentin aus Jerusalem berichtete. In Paris arbeitet sie in der Wirtschaftsredaktion und rückte zur stellvertretenden Chefredakteurin auf.
Schwartzbrod hat eine Reihe Essays und mehrere Romane veröffentlicht. Sie erhielt 2003 für den Roman Balagan den Prix SNCF du polar und 2010 den Grand prix de littérature policière für Adieu Jérusalem.
Sie ist Mutter zweier Kinder.

## Werke (Auswahl)
- Le président qui n'aimait pas la guerre. Dans les coulisses du pouvoir militaire 1981-1995. Plon, Paris 1995, ISBN 2-259-02752-0.
- Koutchouk. Denoël, Paris 2000, ISBN 2-207-24834-8.
- Balagan. Stock, Paris 2003, ISBN 2-253-09068-9.
  - Denn es rächt sich jede Schuld. Kriminalroman. Übersetzung Susanne van Volxem, Goldmann, München 2005, ISBN 3-442-36244-X.
- Petite Mort. Stock, Paris 2005.
- La Cuve du Diable. Stock, Paris 2007, ISBN 978-2-234-06668-7.
- Adieu Jérusalem. Stock, Paris 2010, ISBN 978-2-234-06075-3.
- Le Songe d’Ariel. Gallimard, Paris 2012, ISBN 978-2-07-013456-4.
- Les Lumières de Tel-Aviv. Rivages, Paris 2020, ISBN 978-2-7436-4984-5.

Beiträge
- «Personne d’autre que nous n’écrit l’avenir !», Interview mit Annie Ernaux, in: Libération, 3. Mai 2012
- Israël : les deux faces du boycott, in: Libération, 12. Juni 2015 (Thema Israelboykott)